# Parthenocissus
Parthenocissus és un gènere de plantes amb flors enfiladisses dins la família de la vinya. Conté unes 12 espècies que es troben, amb una distribució disjunta a Àsia i Amèrica del Nord. Diverses espècies s'usen com a planta ornamental.
El nom del gènere prové del grec parthenos, 'verge', i kissos (llatinitzat com "cissus"), 'heura'. La raó és per la capacitat d'aquestes plantes per a formar llavors sense pol·linització; en anglès es coneix com a "Virginia creeper" ('enfiladissa de Virgínia').

## Taxonomia
Asiàtiques
- Amb tres fulles 
  - Parthenocissus chinensis
  - Parthenocissus heterophylla, de la Xina continental a Taiwan
  - Parthenocissus semicordata, de l'Himàlaia
  - Parthenocissus feddei
- Amb cinc fulles
  - Parthenocissus henryana, a la Xina
  - Parthenocissus laetevirens
- Amb una o tres fulles
  - Parthenocissus dalzielii, Àsia
  - Parthenocissus suberosa
  - Parthenocissus tricuspidata, heura del Japó, est d'Àsia i Amèrica del Nord
- Amb set o cinc fulles
  - Parthenocissus heptaphylla, de Texas i Mèxic
  - Parthenocissus vitacea, oest i nord d'Amèrica del Nord
  - Parthenocissus quinquefolia, Heura de Virgínia,[4] de l'est d'Amèrica del Nord[5]